# 春日直樹
春日 直樹（かすが なおき、1953年 - ）は、日本の人類学者。一橋大学名誉教授。奈良大学社会学部教授・大阪大学大学院人間科学研究科教授・一橋大学大学院社会学研究科教授を歴任。サントリー学芸賞受賞。

## 人物
東京都板橋区生まれ。1972年東京大学教養学部理科II類入学。1978年東京大学農学部農業経済学科卒、1981年大阪大学大学院人間科学研究科博士課程中退、北海道大学文学部助手、フィジー・南太平洋大学社会経済開発学部客員研究員、1986年大阪大学人間科学部助手、1988年奈良大学社会学部助教授、1995年教授、1996年大阪大学人間科学部教授、2000年同人間科学研究科教授、同年2000年「ヴィチ・カンバニ運動」で大阪大学博士(人間科学)取得、これを上梓した『太平洋のラスプーチン』でサントリー学芸賞受賞。2010年一橋大学大学院社会学研究科総合社会科学専攻人間行動研究分野社会人類学共同研究室教授、2017年同特任教授、一橋大学名誉教授。

## 著書
- 『経済人類学の危機 現代社会の「生存」をふりかえって』世界書院 1988
- 『太宰治を文化人類学者が読む アレゴリーとしての文化』新曜社 1998
- 『太平洋のラスプーチン ヴィチ・カンバニ運動の歴史人類学』世界思想社, 2001
- 『ミステリイは誘う』講談社現代新書 2003
- 『なぜカイシャのお偉方は司馬遼太郎が大好きなのか? カイシャ人類学のススメ』小学館 2005
- 『〈遅れ〉の思考 ポスト近代を生きる』東京大学出版会 2007

### 編著
- 『オセアニア・オリエンタリズム』 世界思想社 1999
- 『オセアニア・ポストコロニアル』 国際書院 2002
- 『資源人類学 貨幣と資源』責任編集 弘文堂 2007
- 『人類学で世界をみる 医療・生活・政治・経済』編 ミネルヴァ書房 2008
- 『現実批判の人類学 新世代のエスノグラフィへ』編 世界思想社 2011
- 『科学と文化をつなぐ アナロジーという思考様式』編 東京大学出版会 2016

### 翻訳
- ジェイムズ・クリフォード,ジョージ・マーカス『文化を書く』足羽與志子/橋本和也/多和田裕司/西川麦子/和邇悦子共訳 紀伊国屋書店 1996

## 受賞歴
- 2001年 - サントリー学芸賞 『太平洋のラスプーチン』[5]
- 2021年 - 第16回日本文化人類学会賞[6]